# 마작 패 맞추기 게임

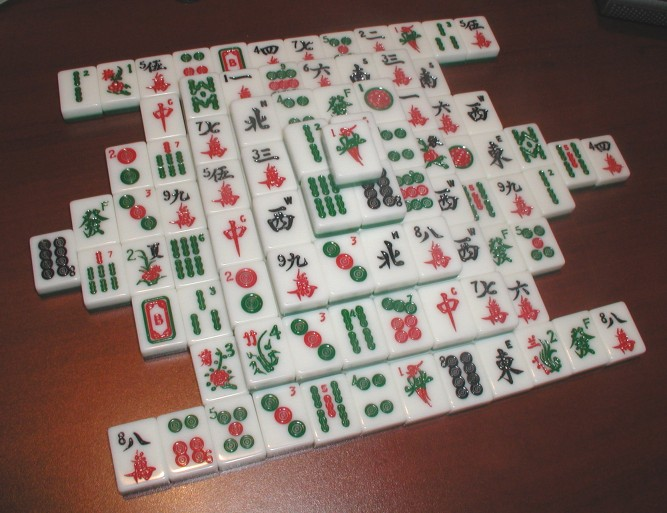

마작 패 맞추기 게임은 마작 패를 이용해서 솔리테어처럼 패가 없어질 때까지 짝을 맞춰서 없애는 보드 게임을 말한다. 한국어권에서는 이러한 종류의 게임의 상표명을 일반명사화해서 흔히 ‘사천성’, ‘상하이’, ‘만리장성’ 등으로 부른다.

## 컴퓨터 게임의 역사
1981년 브로디 록하드(Brodie Lockard)가 PLATO 기종용으로 만든 마종(Mah-Jongg)이라는 게임을 만들었다. 그의 말에 따르면 그는 ‘거북이(The Turtle)’라는 오래된 중국 게임을 본따서 이를 만들었다고 하는데, 이는 釣金龜일 가능성이 있다.
1986년 액티비전이 상하이라는 게임을 만들었다. 이는 크게 성공하여 1991년 기준으로 50만장 넘게 팔렸다.

## 종류
- 상하이
- 사천성
- 마이크로소프트 마종

## 같이 보기
- 마작
- 사천성 (게임)
- 클론다이크